# جوزپ لکو
جوزپ لکو یا ژوزپ لکو (انگلیسی: Josip Leko؛ زادهٔ ۱۹ سپتامبر ۱۹۴۸) یک سیاست‌مدار اهل کرووات است. جوزف لکو ریاست مجلس کرواسی را بر عهده دارد.

## حرفه
لکو از ۲۳ دسامبر ۲۰۱۱ تا ۳۰ سپتامبر ۲۰۱۲ معاون سخنگو بود.
او به عنوان رئیس دائمی پارلمان توسط ائتلاف حاکم پیشنهاد شد و در تاریخ ۱۰ اکتبر ۲۰۱۲ با رای ۱۲۳ نفر از نمایندگان پارلمان از ۱۵۱ تأیید شد.